# Woolford (Alberta)
Woolford est un hameau (hamlet) du Comté de Cardston, situé dans la province canadienne d'Alberta.